# Gran Canaria Arena
El Gran Canaria Arena és un pavelló poliesportiu, situat a Las Palmas de Gran Canaria, a les Illes Canàries. És el pavelló local del Club Baloncesto Gran Canaria i una de les sis seus de la Copa del Món de bàsquet 2014. i de la fase final de la Copa del Rei de Bàsquet de 2015 i de 2025.

## Partit inaugural
Data: 1 de maig de 2014
Hora: 12:30
|                 | Herbalife Gran Canaria 74 | FC Barcelona 82        |
| --------------- | ------------------------- | ---------------------- |
| Màxim anotador  | Eulis Báez, 15            | Marcelinho Huertas, 21 |
| Màxim rebotador | Nacho Martín, 7           | Ante Tomic, 7          |
| Màxim assistent | Tomás Bellas, 4           | Marcelinho Huertas, 4  |
| MVP             | Eulis Báez, 16            | Marcelinho Huertas, 29 |

MVP: Marcelinho Huertas, 21 punts, 3 rebots, 4 assistències, 2 recuperacions, 29 de valoració